# 茨城県立産業技術短期大学校
茨城県立産業技術短期大学校（いばらきけんりつさんぎょうぎじゅつたんきだいがっこう 英語：Ibaraki Prefectural Industrial Technology Junior College）は、茨城県水戸市にある職業能力開発短期大学校。略称は、「IT短大」(英語：Information Technology Junior college)

## 沿革
職業能力開発促進法に基づく県立の職業能力開発短期大学校として、高度かつ実践的なIT技術者を育成するために茨城県が2005年（平成17年）4月に設置、開校した。

## 概要
課程は専門課程（高度職業訓練）。設置科は情報システム科、情報処理科である。
募集定員は60名であり、1年生の前期終了後に情報システムコース(情報システム科)、生産管理コース(情報処理科)、情報セキュリティコ―ス(情報処理科)のそれぞれのコースに分かれる。
令和6年からは4年制となる。
各コースの定員は20名である。
全国の職業能力開発短期大学校の中でも数少ない、国家資格の基本情報技術者試験（FE）の午前科目免除制度の認定校となっている。

## アクセス
鹿島臨海鉄道大洗鹿島線 常澄駅から徒歩7分